# 细齿草木樨
细齿草木樨（学名：Melilotus dentatus）是一种豆科植物。这种植物主要分布于东北西部、华北、内蒙古中、东部及黄河流域的宁夏、陕西、河南、山东等地。